# دانشگاه تمپل
دانشگاه تمپل (به انگلیسی: Temple University) یک دانشگاه تحقیقاتی دولتی در شهر فیلادلفیا واقع در ایالت پنسیلوانیا آمریکا است که در سال ۱۸۸۸ میلادی بنیان‌گذاری شده‌است.

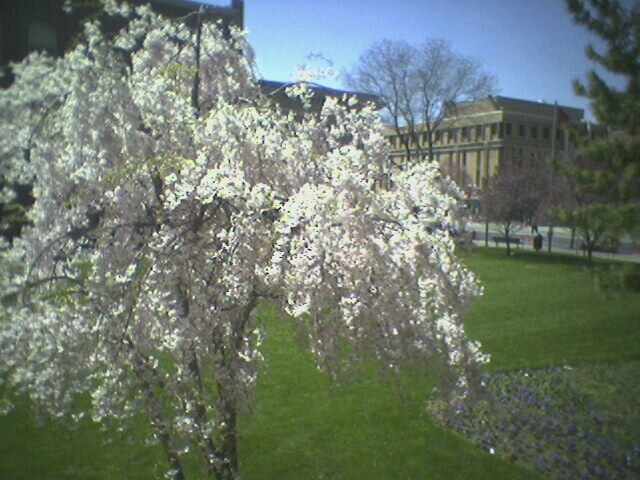
نمایی از دانشگاه

## نگارخانه

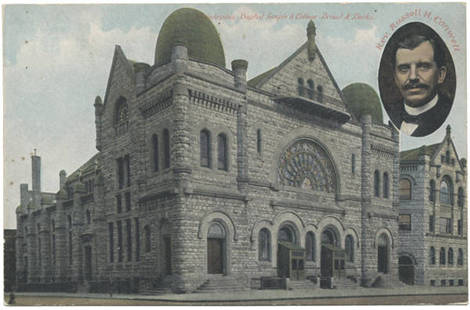
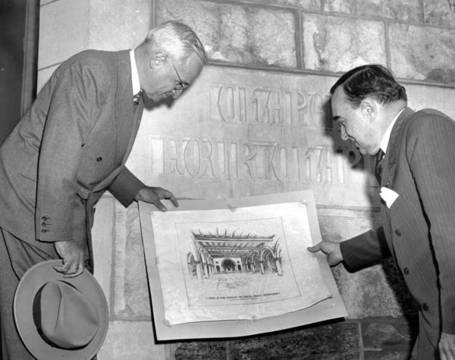
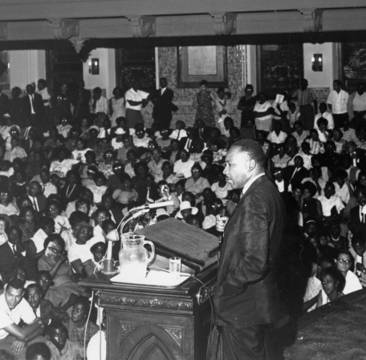